# Chloralhydrat
Chloralhydrat ist eine organische chemische Verbindung aus der Gruppe der Aldehydhydrate. Es war das erste synthetisch hergestellte Schlafmittel und entsteht bei der Reaktion von Chloral mit Wasser. Chloralhydrat bildet einen farblosen, stechend aromatisch und leicht scharf riechenden, ätzend schmeckenden Feststoff.

## Entdeckung

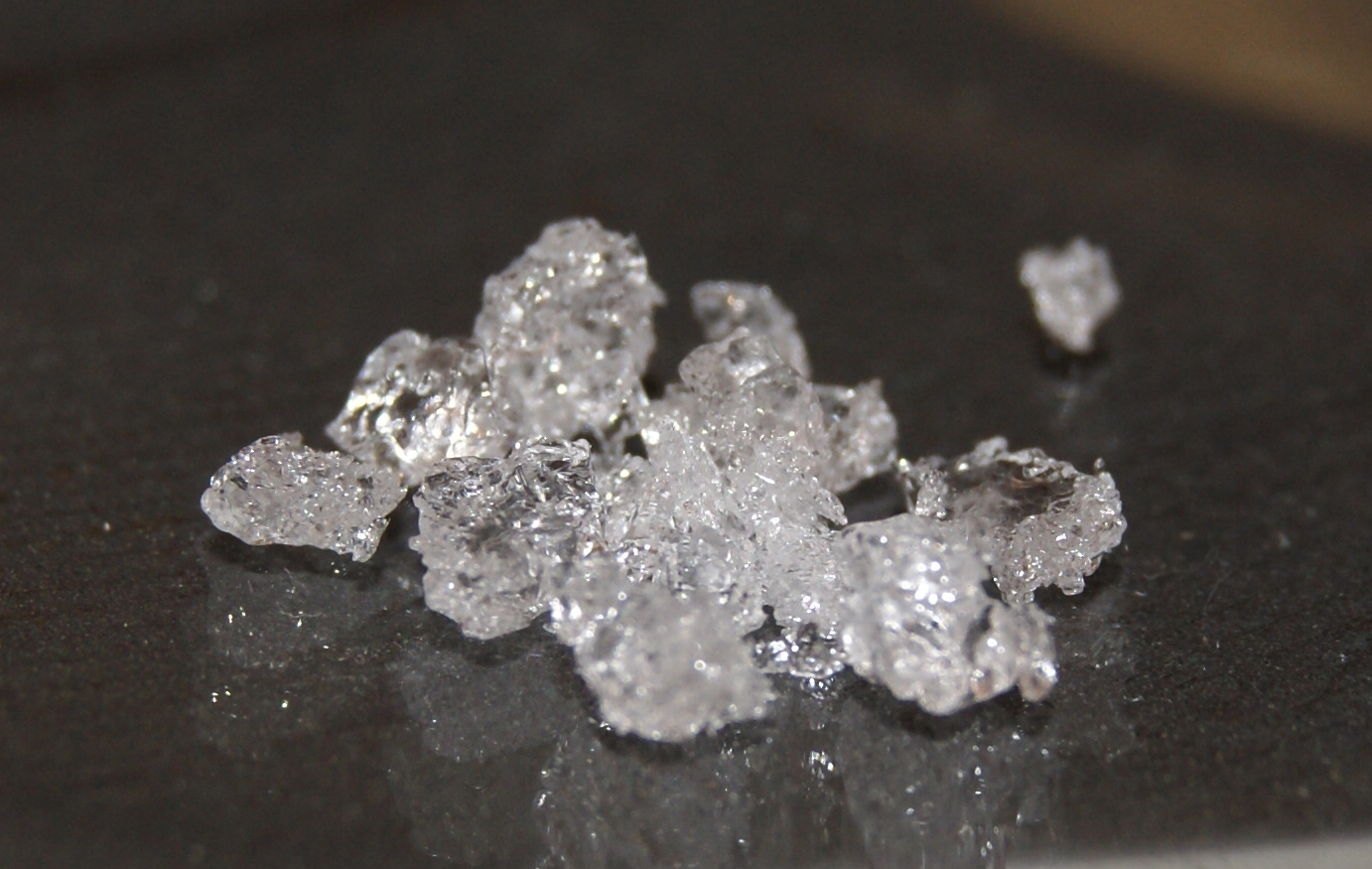
Chloralhydrat-Kristalle

Chloralhydrat wurde erstmals 1831 von Justus Liebig hergestellt. Oskar Liebreich prüfte es 1869 auf seine Eignung als Schlafmittel in der irrtümlichen Annahme, es würde im Körper in Chloroform umgewandelt, da bekannt war, dass Chloralhydrat in Gegenwart von Alkalien in Chloroform und Formiat zerfällt (vgl. Haloform-Reaktion).
Chloralhydrat gehörte zu den ersten kommerziell vermarkteten Erzeugnissen der 1873 von dem Chemiker Heinrich Byk in Berlin gegründeten Chemiefabrik. Neben seinem Verwendungszweck als Schlafmittel bewährte es sich auch bei der Behandlung  des Tetanus. Am 6. Dezember 1872 verwendete es der Chirurg und Physiologe Pierre-Cyprien Oré (1828–1889) am St. André Hospital in Bordeaux erstmals statt der Inhalationsnarkose zur erfolgreichen intravenösen Narkose am Menschen (bei einem 26 Jahre alten Tetanuskranken), nachdem er das Verfahren an Hunden erprobt hatte.
Zu Beginn des 20. Jahrhunderts geriet Chloralhydrat als Narkosemittel aufgrund der damit und mit der Oréschen Methode in Verbindung gebrachten Todesfälle jedoch in Misskredit. Chloralhydrat war ähnlich verbreitet wie später die Benzodiazepine. In den ersten 18 Monaten nach seiner Einführung wurden in England 17 Millionen Einzeldosen verbraucht.

## Herstellung
Chloralhydrat kann direkt aus Chlor und Ethanol in saurer Lösung sowohl industriell als auch im Labormaßstab erzeugt werden. Die Reaktion erfolgt über die Oxidation und anschließende Chlorierung von Ethanol mit elementarem Chlor; das gebildete Chloral reagiert dann mit Wasser zu Chloralhydrat:
{\displaystyle \mathrm {C_{2}H_{5}OH+4\,Cl_{2}\rightarrow CCl_{3}CHO+5\,HCl} }
{\displaystyle \mathrm {CCl_{3}CHO+H_{2}O\rightarrow CCl_{3}CH(OH)_{2}} }

## Anwendung
Chloralhydrat wird im Körper in 2,2,2-Trichlorethanol als Hauptwirkstoff umgewandelt. Es kommt vor allem bei älteren Patienten zum Einsatz, da diese auf Benzodiazepine teilweise paradox reagieren. Wie bei anderen organischen Halogenverbindungen besteht die Gefahr einer Sensibilisierung des Herzmuskels gegen Catecholamine. Aufgrund der Nebenwirkungen und der von ihm ausgehenden Suchtgefahr (Chloralismus) ist Chloralhydrat verschreibungspflichtig und hat heute keine große Bedeutung mehr.
Früher verwendete man Chloralhydrat manchmal auch zur Behandlung von Keuchhusten, Neuralgien, bei Chorea Huntington (Veitstanz) und gegen die Seekrankheit. Es fand auch Einsatz zur sogenannten Prämedikation von Kindern vor operativen Eingriffen. Äußerlich angewandt wurde es zur Behandlung von Wunden und Geschwüren. In der Tiermedizin diente es als Narkotikum.
Der Wirkmechanismus beruht auf einem GABAA-Rezeptorkomplex mit Verstärkung der GABA-Wirkung. Chloralhydrat beeinflusst das Schlafprofil nicht und weist einen schnellen Wirkungseintritt auf.
Chloralhydrat wird heute noch als Pflanzenaufheller in der Mikroskopie zum Bestimmen/Deuten von Pflanzenteilen verwendet. Es zerstört beim Erhitzen die farbgebenden Plastiden wie Chloro- oder Amyloplasten. Zusätzlich wird die beim Mikroskopieren störende Luft ausgetrieben, sodass pflanzenspezifische Zellen besser erkennbar sind. Wegen seiner gewebeaufhellenden Wirkung ist es auch ein wesentlicher Bestandteil von Gewebepräparaten vom Typ der Gummi arabicum-Chloralhydrat-Gemische, die in der Entomologie verwendet werden.
Aus Chloralhydrat und Glucose wird das Rodentizid Chloralose [(2,2,2-Trichlorethyliden)-α-D-glucofuranose] hergestellt. Dieses wirkt als Schlafmittel, die Körpertemperatur wird abgesenkt, Ratten erfrieren.

## Besonderheit
Chloralhydrat ist eine der wenigen Verbindungen, die der Erlenmeyerregel widersprechen. Nach dieser Regel sind zwei Hydroxygruppen an demselben C-Atom (geminales Diol) nicht stabil und führen in der Regel zur Abspaltung von Wasser. Durch den starken −I-Effekt der drei Chloratome am benachbarten Kohlenstoffatom aber wird diese Reaktion verhindert und das Molekül stabilisiert.

## Handelsnamen
Monopräparate
Deutschland:
Chloraldurat 500 sowie 250 mg: Weichgelatinekapseln zur Kurzzeitbehandlung von Schlafstörungen.
Chloraldurat blau 250 mg: Magensaftresistente Weichgelatinekapseln zur Kurzzeitbehandlung von Durchschlafstörungen ohne Einschlafstörungen.
Schweiz:
Chloraldurat (September 2012) und Nervifen Lösung (März 2022) sind außer Handel.

## Sicherheitshinweise
Die IARC stufte Chloralhydrat im Jahr 2014 als wahrscheinlich krebserzeugend ein.